# Erika Harold
Erika Natalie Louise Harold, née le 20 février 1980 à Urbana dans l'Illinois aux États-Unis, est une avocate, mannequin et une femme politique. Elle s'est fait connaître en devenant 
Miss Illinois (en) 2002, puis Miss America 2003. En 2014, elle est candidate aux primaires républicaines pour le siège du 13e district du Congrès, dans l'État de l'Illinois, perdant finalement la nomination au profit du titulaire, Rodney Davis. Lors de l'élection de 2018, elle est la candidate républicaine au poste de procureur général de l'Illinois (en). Elle remporte la primaire républicaine, mais est battue à l'élection générale de novembre 2018 par le candidat démocrate Kwame Raoul.